# 阿迦汗大桥
阿迦汗爵士大桥（英語：Sir Aga Khan Bridge）是巴基斯坦一座长1,750（5,740英尺）的梁桥，是跨越印度河的最长桥梁，连接了坦杜穆罕默德汗县和特达县，名称纪念阿迦汗三世爵士。桥梁于2017年2月27日通车，巴基斯坦人民党（PPP）主席比拉瓦尔·布托·扎尔达里出席了通车典礼。